# Norbert Poehlke
Norbert Poehlke (15 september 1951 - 22 oktober 1985) was een Duitse politieagent én bankovervaller.
In de periode van 3 mei 1984 tot 27 september 1985 pleegde hij een aantal overvallen en moorden. In die periode werd hij in de media ook wel Der Hammermörder genoemd omdat hij tijdens een van zijn overvallen het kogelbestendig glas van een bankfiliaal had ingeslagen met een voorhamer. Mogelijk speelde de onverwerkte dood van zijn driejarige dochter een rol in zijn daden.
Toen hij besefte dat de politie hem op het spoor was, schoot hij op 13 oktober 1985, zijn vrouw en oudste zoon in huis dood. Hierna reed hij met zijn jongste zoon naar de Italiaanse stad Brindisi. Hier op het strand, doodde hij eerst zijn zoon om vervolgens zelfmoord te plegen.
Zijn verhaal werd in 1990 verfilmd in de televisiefilm Der Hammermörder - Blutspur eines Polizisten.